# Lady Helen's Escapade
Lady Helen's Escapade és una curtmetratge mut, una comèdia americana, produïda per la Biograph el 1909 i dirigida per D. W. Griffith. Tracta de les escapades de la Senyora Helen treballant com a dona de fer feines en una pensió. El 2004, la pel·lícula va ser declarada "culturalment, històricament o estèticament significativa" per la Biblioteca del Congrés dels Estats Units i seleccionada per al Registre Nacional de Cinema.

## Argument
La Senyora Helen (Florence Lawrence) és un dona immensament rica i viu en un gran casa amb els seus tres criats però també està molt avorrida. Ella busca aventures, i respon a una demanda de feina d'un diari per a treballar com a dona de fer feines en una pensió. Fa grans esforços per a cuinar, servir la taula i fer net, i els homes que viuen en la pensió s'enamoren de la seva bellesa i encant i fan la vista grossa a la seva incompetència. Entre el llogaters hi ha un violinista (David Milles), en qui l'amabilitat i talent musical destaquen per sobre de les maneres més desagradables dels altres homes. L'idil·li del violinista i Helen genera la gelosia d'una altra mossa, qui conspira per aconseguir lliurar-se de Helen acusant-la del robatori del violí del músic. Tot i que el violinista creu que Helen és innocent, és acomiadada. Helen aviat revela la seva identitat al músic. Després del seu retrobament, Helen assegura el violinista una posició com a director en un conservatori.

## Repartiment
- Florence Lawrence: Helen
- David Miles: violinista
- Anita Henrie [sic, Anita Hendrie]
- Owen Moore: xicot
- Dorothy West: mossa
- Herbert Prior: recader i Policia
- Mack Sennett: Convidat al Sopar
- John R. Cumpson: convidat al Sopar
- Arthur V. Johnson: convidat al Sopar
- Vivian Prescott: convidat al Sopar
- Dorothy Bernard: convidat al Sopar

## Producció
Com en la majoria de les pel·lícules Griffith d'aquest període, decorats i vestits van ser aprofitats d'altres produccions. Lawrence, l'estrella de la pel·lícula, va reciclar els vestits de manera creativa per a donar suport al seu paper, i alguns experts destaquen que seria de les primeres en utilitzar el disseny de vestuari.
La pel·lícula té un gran repartiment que sovint apareixen tots en la mateixa escena; per tan Griffith, no podria utilitzar close-ups per generar significat i emoció. Per compensar aquest fet, els actors van haver d'exagerar els seus moviments i gestos.